# Epirhyssa leroyi
Epirhyssa leroyi är en stekelart som beskrevs av Pierre L. G. Benoit 1951. Epirhyssa leroyi ingår i släktet Epirhyssa, och familjen brokparasitsteklar. Inga underarter finns listade.